# Stayin' power (Neil Young)
Stayin' power is een lied dat werd geschreven door Neil Young. Hij bracht het op 20 januari 1981 uit op een single met Captain Kennedy op de B-kant.
Enkele maanden eerder verscheen het ook op zijn album Hawks & doves (1980). Anders dan de titel doet vermoeden en ook anders dan veel nummers op dat album, is Stayin' power geen protestlied maar een liefdeslied. Het refrein eindigt met You and I, stayin' power through thick and thin. Een ander onderscheid is dat dit nummer met een volledige band wordt gespeeld, inclusief een fiddle (viool) en drums.
De single bereikte geen hitlijsten.